# Широкое (Буда-Кошелёвский район)
Широкое (бел. Шырокае) — агрогородок в составе Широковского сельсовета Буда-Кошелёвского района Гомельской области Белоруссии. Административный центр Широковского сельсовета.

## География

### Расположение
В 20 км на восток от районного центра и железнодорожной станции Буда-Кошелёвская (на линии Жлобин — Гомель), 36 км от Гомеля.

### Гидрография
На юге и востоке мелиоративные каналы.

## Транспортная сеть
Транспортные связи по просёлочной дороге, затем по шоссе Довск — Гомель. Планировка состоит из чуть искривленной улицы, ориентированной с юго-востока на северо-запад и застроенной двусторонне деревянными домами усадебного типа. В 1986 году построены кирпичные дома на 100 квартир, в которых разместились переселенцы из загрязнённых радиацией мест после Чернобыльской катастрофы.

## История
Основана в 1892 году крупной помещицей Вандой Селистровской. В 1880 году открыта школа грамоты. В 1926 году в Михалёвском сельсовете Уваровичского района Гомельского округа. С 8 декабря 1966 года центр Широковского сельсовета. В 1929 году жители деревни вступили в колхоз. Во время Великой Отечественной войны На фронтах и в партизанской борьбе погибли 111 жителей деревни. В память о погибших в 1970 году установлена стела. Центр совхоза «Коминтерн». Размещаются швейная мастерская, средняя школа, фельдшерско-акушерский пункт, Дом культуры, библиотека, амбулатория, детский сад, отделение связи, магазин.
В состав Широковского сельсовета до 1998 года входили не существующие сейчас посёлки Соловьёвка, Новый Мир, Батрак, Чернятская поляна, Андреевка.

## Население

### Численность
- 2004 год — 299 хозяйств, 880 жителей.

### Динамика
- 1926 год — 33 двора, 178 жителей.
- 1959 год — 220 жителей (согласно переписи).
- 2004 год — 299 хозяйств, 880 жителей.

## Культура
- Музейная комната ГУО «Широковская средняя  школа»

## Достопримечательность
- Курганная группа периода Средневековья (X–XIII вв.), 4 км от агрогородка —  Историко-культурная ценность Республики Беларусь, шифр 313В000128